# Neogobi melanòstom

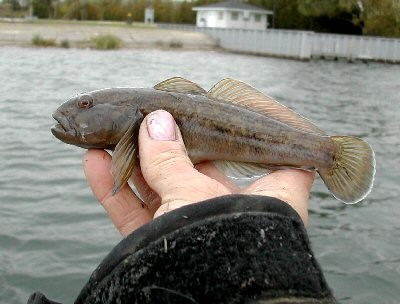
Neogobi melanòstom

El neogobi melanòstom (Neogobius melanostomus) és una espècie de peix de la família dels gòbids i de l'ordre dels perciformes. Fa part de la llista de les 100 espècies invasores més dolentes d'Europa.
És nadiu de l'Azerbaidjan, Bulgària, Geòrgia, l'Iran, el Kazakhstan, Moldàvia, Romania, Rússia, Turquia, Turkmenistan i Ucraïna. Ha estat introduït als Grans Llacs d'Amèrica del Nord, la conca del riu Mississipi, el riu Moskvà, la mar Bàltica i el riu Danubi.
En general, fa menys de 18 cm, tot i que n'hi ha registres d'exemplars que arriben a 30. El mascle és més gros que la femella. Té una taca negra en l'aleta dorsal davantera.
És ovípar i gairebé no hi ha estat de larva en el desenvolupament d'aquesta espècie. Els ous, demersals, triguen fins a 18 dies a descloure's.
L'esperança de vida en els mascles és de quatre anys (moren després de defensar els seus nius durant el període reproductor) i de tres en les femelles. És capaç de tolerar aigües amb poc contingut en oxigen durant diversos dies.
És depredat pel corb marí gros (Phalacrocorax carbo) i la luciperca groga (Stizostedion vitreum). A Rússia és depredat per Acipenser gueldenstaedtii, l'esturió beluga (Huso huso) i Sander lucioperca.